# Michael Mendl
Michael Mendl, né le 20 avril 1944, à Lünen, en Allemagne est un acteur allemand.

## Biographie
Michael Mendl obtient son diplôme d'études secondaires à Mannheim en 1965. La même année, il entreprend des études théâtrales et d'histoire de l'art à Vienne, qu'il considère comme une période intérimaire car il souhaite étudier au Max Reinhardt Seminar de Vienne. 
Il a un fils né d'un premier mariage et deux enfants nés de sa relation avec l'actrice Carolin Fink.

## Carrière

### Théâtre
Il entame sa carrière d'acteur dès l'âge de 14 ans en tant qu'extra au Nationaltheater Mannheim. Il obtient par la suite des engagements permanents au Théâtre de Darmstadt, de Stuttgart et au Bayerische Staatsschauspiel de Munich.
Il joue également dans de nombreux théâtres allemands tels le Kammerspiele de Munich, le Schauspielhaus de Düsseldorf, Hambourg, le Volksbühne à Berlin-Ouest.
De 1993 à 1995, il participe au Festival de Salzbourg dans des classiques tels Jules César de Shakespaere (1993, metteur en scène: Peter Stein), Antoine et Cléopatre de Shakespaere (1994/1995, réalisateur: Peter Stein), Jedermann de Hugo von Hofmannsthal (1995; réalisateur: Gernot Friedel), La Cerisaie d’Anton Tchekhov (1995; réalisateur: Peter Stein).
Après des années d’absence sur scène, il revient en septembre 2013 avec la pièce de Thomas Bernhard Vor dem Ruhestand (littéralement : Avant la retraite) au Theater in der Josefstadt de Vienne.

### Cinéma et télévision
Depuis les années 1980, au cinéma comme à la télévision, il incarne les personnages les plus divers, tels le général Helmuth Weidling dans La Chute d’Oliver Hirschbiegel, le haut fonctionnaire de l’Église Monseigneur Hudal dans Amen de Costa Gavras, le Pape Jean-Paul II dans le docudrame télévisé Karol Wojtyla – Geheimnisse eines Papstes.

### Radio et doublage
Michael Mendl participe à de nombreuses pièces radiophoniques, notamment pour la WDR.
En tant qu'acteur de doublage, il prête sa voix aux acteurs F. Murray Abraham dans A la rencontre de Forrester, Rob Reiner dans Nuits blanches à Seattle, Stellan Skarsgård dans Le roi Arthur, Timothy Dalton dans La putain du roi et Rolf Lassgård dans Ellas Geheimnis.

## Engagement social
Michael Mendl est engagé dans plusieurs associations telles : le projet LILALU , l’association Faszination Regenwald  en Guyane, Gegen Noma  qui lutte contre la maladie infantile Noma, SOS Villages d'Enfants.

## Distinction
- 2004 : La Goldene Kamera, catégorie meilleur acteur allemand, pour Im Schatten der Macht

## Filmographie
- 1975 : Der Kommissar
- 1976 : Notarztwagen 7
- 1978 : Derrick : Klavierkonzert (Concerto)
- 1985 : Tatort : Miese Tricks
- 1991 : Leise Schatten
- 1992 : Kleine Haie
- 1992 : Derrick : Die Frau des Mörders (La femme d’un meurtrier)
- 1993 : Derrick : Die seltsame Sache Liebe (Doris)
- 1993 : Derrick: Ein Objekt der Begierde (Un objet de désir)
- 1995 : Derrick : Die Ungerührtheit der Mörder (Dialogue avec un meurtrier)
- 1995 : Frère sommeil
- 1995 : Der große Bellheim
- 1996 : Es geschah am hellichten Tag
- 1996 : 14 Tage lebenslänglich
- 1997 : Teneriffa :Tag der Rache
- 1997 : Das ewige Lied
- 1998 : Liebe und weitere Katastrophen
- 1999 : Zwei Asse und ein König
- 2000 : Der Tanz mit dem Teufel : Die Entführung des Richard Oetker
- 2000 : Deutschlandspiel
- 2001 : Weiser
- 2001 : Kelly Bastian: Geschichte einer Hoffnung
- 2001 : Tatort :Der Präsident
- 2001 : Amen
- 2001 : Aussi loin que mes pas me portent
- 2002 : Zu nah am Feuer
- 2002 : Jean XXIII: Le pape du peuple (Papa Giovanni - Ioannes XXIII) : Mgr Domenico Tardini
- 2002 : Siska : Dr. Bruno Werner (saison 5, épisode 5 :  Menaces sur les ondes)
- 2003 : Im Schatten der Macht
- 2003 : Tatort : Schattenlos
- 2004 : La Chute (Der Untergang) : Helmuth Weidling
- 2005 : Meine große Liebe
- 2005 : Hengstparade
- 2005 : Barfuss
- 2005 : 1520 par le sang du glaive
- 2005 : Un cas pour deux - ""Mort d'un comptable"" (saison 25, épisode 12) : Dr Roland Marx
- 2005 : Tatort : Feuertaufe
- 2006 : Karol Wojtyła – Geheimnisse eines Papstes
- 2006 : Meine Tochter, Mein Leben
- 2007 : Freie Fahrt ins Glück
- 2007 : Niete zieht Hauptgewinn
- 2008 : Die Gustloff
- 2008 : Der Besuch der alten Dame
- 2008 : The Reader
- 2008 : Lost City Raiders
- 2008 : Amour de vacances (Sommer in Norrsunda) (TV) : Sten Sörenson
- 2009 : Die Rebellin
- 2009 : Tatort: Wir sind die Guten
- 2009 : Hochzeitsvorbereitungen
- 2010 : Commissaire Brunetti : Schöner Schein
- 2011 : Jean de Fer (Der Eisenhans) de Manuel Siebenmann : Eisenhans
- 2012 : Un cas pour deux - Mort sur le ring (saison 31, épisode 9) : Horst Klein
- 2012 : Tatort : Wegwerfmädchen
- 2012 : Tatort : Das goldene Band
- 2016 : In aller Freundschaft : Bestimmung
- 2016 : A cure for life
- 2017 - 2019 : Dark : Bernd Doppler âgé (3 épisodes)
- 2018 : Le commissaire Polt reprend du service, téléfim de Julian Pölsler : Otto Kurzbacher